# Jimmy Cabot
Jimmy Cabot (Chambéry, Saboya, 18 de abril de 1994) es un exfutbolista francés que jugaba en la posición de centrocampista.

## Trayectoria
Cabot se unió a las filas del Troyes en 2009. Realizó su debut en la Ligue 1 el 19 de enero de 2013 en un partido frente al F. C. Lorient. El 16 de agosto le anotó un gol al Nîmes Olympique en la derrota por marcador 3:2. El 19 de septiembre Cabot firmó un contrato por tres años con el Troyes. El 21 de febrero de 2014 marcó un gol nuevamente por la liga, en la victoria de local por 2:0 frente al A. S. Nancy. El 29 de enero de 2016 fichó por el F. C. Lorient, anotando su primer tanto con el equipo el 6 de febrero contra el Montpellier H. S. C. Al término de la temporada 2019-20, una vez finalizado su contrato, abandonó el club bretón. En septiembre de 2020 se unió al Angers S. C. O. para los siguientes tres años. Tras dos temporadas recaló en el R. C. Lens. En octubre de 2022 sufrió una lesión de ligamento cruzado y no volvió a jugar hasta mayo de 2024 con el filial. En pretemporada volvió a notar molestias en la rodilla y en diciembre anunció su retirada.

## Estadísticas
La siguiente tabla detalla los encuentros disputados y los goles marcados por Cabot en los clubes en los que ha militado.
| Club                       | Temporada     | Liga | Liga | Liga | Copas nacionales * | Copas nacionales * | Copas nacionales * | Copas internacionales | Copas internacionales | Copas internacionales | Total | Total | Total |
| Club                       | Temporada     | PJ   | G    | A    | PJ                 | G                  | A                  | PJ                    | G                     | A                     | PJ    | G     | A     |
| -------------------------- | ------------- | ---- | ---- | ---- | ------------------ | ------------------ | ------------------ | --------------------- | --------------------- | --------------------- | ----- | ----- | ----- |
| E. S. Troyes A. C. Francia | 2012-13       | 1    | 0    | 0    | 1                  | 0                  | 0                  | -                     | -                     | -                     | 2     | 0     | 0     |
| E. S. Troyes A. C. Francia | 2013-14       | 24   | 2    | 3    | 4                  | 3                  | 0                  | -                     | -                     | -                     | 28    | 5     | 3     |
| E. S. Troyes A. C. Francia | 2014-15       | 13   | 1    | 0    | 3                  | 1                  | 0                  | -                     | -                     | -                     | 16    | 2     | 0     |
| E. S. Troyes A. C. Francia | 2015-16       | 15   | 3    | 1    | 3                  | 0                  | 0                  | -                     | -                     | -                     | 18    | 3     | 1     |
| E. S. Troyes A. C. Francia | Total club    | 53   | 6    | 4    | 10                 | 4                  | 0                  | 0                     | 0                     | 0                     | 63    | 10    | 4     |
| F. C. Lorient Francia      | 2015-16       | 13   | 1    | 3    | 2                  | 0                  | 0                  | -                     | -                     | -                     | 15    | 1     | 3     |
| F. C. Lorient Francia      | 2016-17       | 25   | 5    | 4    | 3                  | 1                  | 0                  | -                     | -                     | -                     | 28    | 6     | 4     |
| F. C. Lorient Francia      | 2017-18       | 28   | 1    | 5    | 5                  | 2                  | 0                  | -                     | -                     | -                     | 33    | 3     | 5     |
| F. C. Lorient Francia      | 2018-19       | 9    | 1    | 1    | 1                  | 0                  | 0                  | -                     | -                     | -                     | 10    | 1     | 1     |
| F. C. Lorient Francia      | Total club    | 76   | 8    | 13   | 11                 | 3                  | 0                  | 0                     | 0                     | 0                     | 86    | 11    | 13    |
| Total carrera              | Total carrera | 128  | 14   | 17   | 21                 | 7                  | 0                  | 0                     | 0                     | 0                     | 149   | 21    | 17    |

- (*) Copa de la Liga de Francia y Copa de Francia.